# Ignacio Hasbún
Ignacio Javier Hasbún Delgado (Chile, 2 de enero de 1990), es un exfutbolista chileno de origen palestino. Jugaba de portero y su último equipo fue Club Deportivo Magallanes. 

## Trayectoria
Debutó en Primera División el día 17 de octubre de 2009 en un partido de la UC contra Unión Española por el Torneo de Clausura, ingresando por el titular Paulo Garcés que había sido expulsado. El encuentro finalizó 4-3 para los hispanos.
El año 2010 es enviado en calidad de préstamo a Deportes Copiapó y luego llega a Magallanes, club en el que se retira a los 25 años de edad el 17 de febrero, acusando falta de motivación y anunciando desarrollarse en el área de estudios que realizó, referidos a la economía y negocios.

## Clubes
| Club                 | País  | Año       |
| -------------------- | ----- | --------- |
| Universidad Católica | Chile | 2009      |
| Deportes Copiapó     | Chile | 2010      |
| Magallanes           | Chile | 2011-2015 |

## Palmarés

### Campeonatos nacionales
| Título             | Equipo     | País  | Año  |
| ------------------ | ---------- | ----- | ---- |
| Tercera División A | Magallanes | Chile | 2010 |